# Claude-Louis Rodet
Claude-Louis Rodet (29 septembre 1768, Bourg-en-Bresse - 31 octobre 1838, Bourg-en-Bresse), est un homme politique français.

## Biographie
Avocat à Bourg-en-Bresse au moment de la Révolution, il s'engagea, en 1791, dans le 3e bataillon de volontaires de son département, fit campagne sur le Rhin et fut nommé officier-payeur. 
Retiré du service à la paix de Campo-Formio, il reprit sa place au barreau, et devint conseiller municipal de Bourg sous l'empire. 
Élu, le 20 décembre 1818, député du grand collège de l'Ain, il prit place parmi les constitutionnels. 
Les élections du 25 février 1824 ne lui furent pas favorables, mais il rentra au parlement le 26 mai 1829, reprit sa place à l'opposition et vota l'Adresse des 221. 
Nommé, en 1830, conseiller de préfecture, il donna sa démission de député et remplit ses nouvelles fonctions jusqu'à sa mort.

## Sources
- « Claude-Louis Rodet », dans Adolphe Robert et Gaston Cougny, Dictionnaire des parlementaires français, Edgar Bourloton, 1889-1891 [détail de l’édition]